# جيمس تونيكليف
جيمس تونيكليف (بالإنجليزية: James Tunnicliffe)‏ هو لاعب كرة قدم بريطاني في مركزي الدفاع وقلب الدفاع، ولد في 17 يناير 1989 في Denton, Greater Manchester ‏ في المملكة المتحدة. لعب مع برايتون أند هوف ألبيون وستوكبورت كونتي وميلتون كينز دونز ونادي بريستول روفيرز ونادي ستاليبريدج سيلتيك ونادي كرو ألكساندرا ونورثويتش فيكتوريا وويكمب وندررز.

## وصلات خارجية
- جيمس تونيكليف على موقع قاعدة بيانات كرة القدم.إي يو (الإنجليزية)
- جيمس تونيكليف على موقع Soccerbase.com (لاعب) (الإنجليزية)